# Сирил Рамафоса
Матамела Сирил Рамафоса (енгл. Matamela Cyril Ramaphosa; Совето, Јоханезбург, 17. новембар 1952) је јужноафрички политичар и тренутни председник Јужне Африке од 15. фебруара 2018. године. Постао је председник након оставке Џејкоба Зуме. Претходно активиста против апартхејда, вођа синдиката и бизнисмен, Рамафоса је био заменик председника Јужне Африке од 2014. до 2018. Он је изабран за председника Афричког националног конгреса на националној конференцији АНК у децембру 2017. године. Такође је бивши председник Националне комисије за планирање, која је одговорна за стратешко планирање за будућност земље, с циљем окупљања Јужне Африке "око заједничког низа циљева и приоритета за покретање развоја на дужи рок".
Назван је вештим преговарачем и стратегом, који је био главни преговарач АНК-а током транзиције Јужне Африке од апартхејда ка демократији. Рамафоса је изградио највећи и најснажнији синдикат у земљи - Националну унију рудара (NUM). Он је одиграо пресудну улогу, заједно са Националном странком Ролфа Мејера, током преговора како би се постигао миран крај апартхејда и усмерио земљу ка првим потпуно демократским изборима у априлу 1994. Рамафоса је наводно, у једном тренутку био избор Нелсона Менделе за будућег председника. Рамафоса је познат као бизнисмен, а процењује се да је његова нето вредност већа од 6,4 милијарде ранда (550 милиона долара) од 2018. године, са 31 поседом и раније одржаним значајним власништвом у компанијама, као што је McDonalds South Africa, председник одбора за MTN и члан одбора за Lonmin.